# Figueira da Foz
Figueira da Foz és un municipi portuguès, situat al districte de Coïmbra, a la regió del Centre i a la subregió de Baixo Mondego. L'any 2007 tenia 63.372 habitants. Es divideix en 18 freguesies. Limita al nord amb Cantanhede, a l'est amb Montemor-o-Velho i Soure, al sud amb Pombal i a l'oestamb l'oceà Atlàntic.

## Fills il·lustres
- David de Sousa (1880-1918) violoncel·lista, compositor i director d'orquestra.

## Població
| Població del concelho de Figueira da Foz (1801 – 2004) | Població del concelho de Figueira da Foz (1801 – 2004) | Població del concelho de Figueira da Foz (1801 – 2004) | Població del concelho de Figueira da Foz (1801 – 2004) | Població del concelho de Figueira da Foz (1801 – 2004) | Població del concelho de Figueira da Foz (1801 – 2004) | Població del concelho de Figueira da Foz (1801 – 2004) | Població del concelho de Figueira da Foz (1801 – 2004) | Població del concelho de Figueira da Foz (1801 – 2004) |
| ------------------------------------------------------ | ------------------------------------------------------ | ------------------------------------------------------ | ------------------------------------------------------ | ------------------------------------------------------ | ------------------------------------------------------ | ------------------------------------------------------ | ------------------------------------------------------ | ------------------------------------------------------ |
| 1801                                                   | 1849                                                   | 1900                                                   | 1930                                                   | 1960                                                   | 1981                                                   | 1991                                                   | 2001                                                   | 2004                                                   |
| 10281                                                  | 8021                                                   | 43032                                                  | 49590                                                  | 57631                                                  | 58559                                                  | 61555                                                  | 62601                                                  | 63144                                                  |

## Freguesies
- Alhadas
- Alqueidão
- Bom Sucesso
- Borda do Campo
- Brenha
- Buarcos (Figueira da Foz)
- Ferreira-a-Nova
- Lavos
- Maiorca (Figueira da Foz)
- Marinha das Ondas
- Moinhos da Gândara
- Paião
- Quiaios
- Santana (Figueira da Foz)
- São Julião da Figueira da Foz (Figueira da Foz)
- São Pedro (Figueira da Foz)
- Tavarede (Figueira da Foz)
- Vila Verde (Figueira da Foz)